# Ray Schalk
Raymond William „Ray“ Schalk (* 12. August 1892 in Harvel, Illinois; † 19. Mai 1970 in Chicago, Illinois) war ein US-amerikanischer Baseballspieler und -manager in der Major League Baseball (MLB). Sein Spitzname war Cracker.

## Biografie
Ray Schalk begann seine Karriere als Catcher in der American League bei den Chicago White Sox am 11. August 1912. Bereits in seiner zweiten Saison bei den White Sox wurde er zum Stammspieler auf seiner Position. Er war einer der stärksten Spieler auf seiner Position in seiner Laufbahn. Unter anderem war er bei vier No-Hitters sowie am 30. Mai 1922 bei einem Perfect Game von Charlie Robertson hinter der Platte. Mit den White Sox erreichte er 1917 und 1919 die World Series. 1917 gewannen die Sox den Titel gegen die Cincinnati Reds, 1919 in der Skandalserie war Schalk einer der ehrlichen Spieler und nicht in die Affäre involviert.
1916 stellte er mit 30 gestohlenen Bases einen Rekord für einen Catcher auf. Vor allem seine Defensivfähigkeiten machten ihn zu einem herausragenden Spieler. Zum Ende seiner Karriere bei den White Sox übernahm Schalk in den Jahren 1927 und 1928 auch das Amt des Managers bei seinem Team. 1929 wechselte er zu den New York Giants und bestritt dort am 15. September sein letztes Spiel in den Major Leagues.
1955 wurde Ray Schalk durch das Veterans Committee in die Baseball Hall of Fame aufgenommen. 1970 verstarb er in Chicago im Alter von 77 Jahren.
Im 1988er Film Acht Mann und ein Skandal (Original: Eight Men Out) – Regie: John Sayles, wird Schalk vom Schauspieler Gordon Clapp dargestellt.